# Hemmingen (Dolna Saksonia)
Hemmingen – miasto w Niemczech, w kraju związkowym Dolna Saksonia, w związku komunalnym Region Hanower.
Do grudnia 2004 r. miasto Hemmingen należało do rejencji Hanower, która została rozwiązana w styczniu 2005 roku.

## Współpraca
Miejscowość partnerska:
- Markkleeberg, Saksonia
- Murowana Goślina[2]